# 弱冷车厢
弱冷车厢是指夏天的地鐵中空调温度比普通车厢略高的車廂。由於一些儿童、老年人、孕妇相對於常人更怕冷，所以有地方會設置弱冷车厢。目前實行弱冷车厢的地方主要有日本、大韩民国以及中國大陸。

## 各地應用場景

### 日本
1984年，京阪電氣鐵道開始引入弱冷车厢。
此後東日本旅客鐵道、東武鐵道、西武鐵道、京成電鐵、北總鐵道、京濱急行電鐵、京王電鐵（1994年引入）、小田急電鐵、橫濱高速鐵道、東京地鐵、東葉高速鐵道、埼玉高速鐵道、都營地鐵、首都圈新都市鐵道、東京單軌電車（1992年5月1日引入）、相模鐵道、横滨市营地铁、橫濱海岸線、東海旅客鐵道、名古屋鐵道、遠州鐵道、西日本旅客鐵道、近畿日本鐵道、南海電氣鐵道、泉北高速鐵道、阪急電鐵、阪神電氣鐵道、山陽電氣鐵道、大阪市高速電氣軌道、北大阪急行電鐵、西日本鐵道、福岡市交通局、伊予鐵道、福岡市交通局下轄的列車相繼引入弱冷车厢。

### 韓國
首尔交通公社、仁川國際機場鐵道、大邱都市鐵道、釜山都市鐵道下轄的列車同樣引入弱冷车厢。

### 中國大陸

#### 北京
2019年6月，北京地铁6号线試點弱冷车厢。
2022年夏天，北京地铁所辖线路除首都机场线外全面启动弱冷车厢。非弱冷车厢被稱為「强冷车厢」，温度調为24度，弱冷车厢的温度为26度。

#### 成都
2021年夏季，成都地铁5号线、成都地铁7号线、成都地铁8号线推出弱冷車廂。

#### 上海
2021年8月8日，上海地鐵首次推出弱冷車廂，上海地铁11条线路（3、4、5、10、11、12、13、15、16、17、18号线）的列车车头和车尾两节车厢變為弱冷车厢，其他车厢则维持原状。上海地铁的弱冷车厢溫度比普通車廂溫度高2摄氏度左右。施行時間定為夏季。2022年8月8日起，上海繼續施行弱冷車廂制度。

#### 廣州
2022年夏季，广州地铁18号线、广州地铁21号线、广州地铁22号线试点弱冷车厢。弱冷车厢温度控制在25-27度，强冷车厢温度控制在24-26度。

#### 重慶
2022年8月7日起，重庆地铁环线和重庆地铁3号线推行弱冷車廂。

#### 寧波
2022年8月10日，宁波轨道交通推行弱冷車廂。

#### 鄭州
2022年8月15日起，鄭州地鐵1号线、鄭州地鐵2号线、郑州地铁城郊线試點弱冷車廂。

#### 蘇州
2020年7月1日起，苏州轨道交通四条线路推行弱冷车厢。

#### 其他
安徽省合肥市、山东青岛、陕西西安市等地均有地铁列車設置弱冷车厢。